# Ferreiros de Avões
Pour les articles homonymes, voir Ferreiros.
Ferreiros de Avões est une paroisse civile portugaise (en portugais : freguesia) de la municipalité de Lamego dans le district de Viseu.

## Géographie
Ferreiros de Avões se trouve au nord de la paroisse de Lamego (Almacave e Sé), centre urbain de la municipalité.

## Démographie
Lors du recensement de 2021, Ferreiros de Avões compte 426 habitants.